# Hôtel 't Kindt
L'hôtel 't Kindt est un édifice civil de la ville de Gand, en Belgique. Il abrite le siège de l'Académie royale de langue et littérature néerlandaises.

## Situation
L'édifice, appelé aussi Huis van Oombergen, s'élève au centre de la ville de Gand, au n°18 de Koningstraat, face à la Kammerstraat.

## Histoire
Érigé  en 1746 par l’architecte David 't Kindt sur l’emplacement de l’ancien Dammansteen, le bâtiment est habité par diverses familles nobles jusqu’à ce que l’Académie royale flamande, fondée en 1886, y installe son siège en 1892. 
Le roi Louis XVIII et sa cour y séjournent en 1815, pendant les Cent-Jours. Le bâtiment a abrité également le tsar Alexandre Ier, Jérôme Bonaparte et Guillaume Ier des Pays-Bas.

## Architecture
Construit dans un style Louis XV, l'édifice présente une façade en grès, surmontée d’un comble mansardé, en forme de coupole, et d’un fronton en demi-cercle richement sculpté. 
L’intérieur renferme des portraits et des bustes d’auteurs flamands.
Parmi les autres maisons de maître de cette époque, l’hôtel D’Hane-Steenhuyse, situé au n°55 de la Veldstraat, construit entre 1768 et 1781, est lui aussi couronné d’une coupole, qui rappelle celle de l’hôtel 't Kindt. Il comprend quelques salons et une salle de bal. 

## Source
- (nl) « Huis van Oombergen », Bruxelles, Agentschap Onroerend Erfgoed, 2016 (consulté le 5 novembre 2017)